# 49 Komenda Odcinka Paczków
49 Komenda Odcinka Paczków – zlikwidowany samodzielny pododdział Wojsk Ochrony Pogranicza pełniący służbę na granicy polsko-czechosłowackiej.

## Formowanie i zmiany organizacyjne

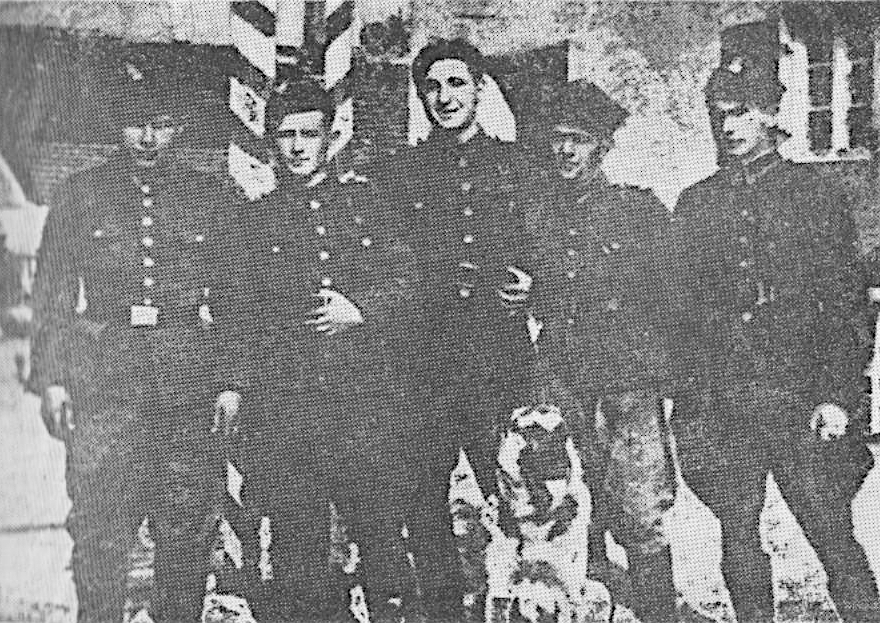
Grupa żołnierzy przed posterunkiem WOP w Paczkowie, granica polsko-czechosłowacka. (1947)

49 Komenda Odcinka sformowana została w 1945 w strukturze organizacyjnej 11 Oddziału Ochrony Pogranicza. We wrześniu 1946 odcinek wszedł w skład Wrocławskiego Oddziału WOP nr 11. 24 kwietnia 1948, na bazie 49 Komendy Odcinka sformowano Samodzielny Batalion Ochrony Pogranicza nr 73.

## Struktura organizacyjna
Struktura organizacyjna przedstawiała się następująco:
- dowództwo, sztab i pododdziały przysztabowe
- 225 strażnica WOP – Giersdorf[6]
- 226 strażnica WOP – Warmałcice[c] → 50°19′56″N 17°15′23″E/50,332170 17,256300
- 227 strażnica WOP – Górna Jasienica
- 228 strażnica WOP – Ujad
- 229 strażnica WOP – Złoty Stok.

## Komendanci odcinka
- mjr Władysław Matolski[d] (od 1945)[1].